# Scopula nucleata
Scopula nucleata là một loài bướm đêm trong họ Geometridae.